# Полибино (Плоскошское сельское поселение)
Полибино — деревня в Торопецком районе Тверской области России. Входит в состав Плоскошского сельского поселения.

## География
Деревня расположена в северной части района. Находится на правом берегу реки Ока. Ближайший населённый пункт — деревня Конищево.
Расстояния по автодорогам:
- До Торопца — 40 км.
- До Плоскоши — 12 км.

Климат
Деревня, как и весь район, относится к умеренному поясу северного полушария и находится в области переходного климата от океанического к материковому. Лето с температурным режимом +15…+20 °С (днём +20…+25 °С), зима умеренно-морозная −10…−15 °С; при вторжении арктических воздушных масс до −30…-40 °С.
Среднегодовая скорость ветра 3,5—4,2 метра в секунду.

## История
На топографической карте Фёдора Шуберта 1867—1906 годов обозначено сельцо Палибино.
На карте РККА 1923—1941 годов обозначена деревня Полибино. Имела 15 дворов.

## Население
| 2010 |
| ---- |
| 1    |

В 2008 году в деревне проживало 3 человека.
В 2002 году население деревни составляло 10 человек.
Национальный состав
Согласно результатам переписи 2002 года, в национальной структуре населения русские составляли 100 % от жителей.